# George Gapon
Georgy Apollonovich Gapon' (em russo:  Георгий Аполлонович Гапон, 17 de fevereiro de 1870 – 10 de abril de 1906) foi um padre ortodoxo russo e um líder popular da classe trabalhadora antes da Revolução Russa de 1905. Depois que foi descoberto como informante da polícia, Gapon foi assassinado por membros do Partido Socialista Revolucionário. Padre Gapon é principalmente lembrado como um agente provocador que liderou uma multidão pacífica de manifestantes no Domingo Sangrento, apenas para ser recebido por esquadrões de fuzilamento do Exército Imperial Russo. As ações de Gapon inadvertidamente alimentaram o movimento revolucionário, embora ele posteriormente tenha fugido do país e enfrentado críticas de várias partes por seu papel.